# توداران (كوهباية الشرقي)
توداران (بالفارسية: توداران) هي قرية تقع في إيران في قسم کوهبایة الشرقي الریفي. يقدر عدد سكانها بـ 150 نسمة .